# Ritmo eléctrico básico
Excepto en el esófago y la porción proximal del estómago, el músculo liso del tubo digestivo tiene fluctuaciones rítmicas espontáneas en el potencial de membrana entre -65 y -45 mV. Este ritmo eléctrico básico (REB) se inicia en las células intersticiales de Cajal, células marcapaso mesenquimáticas estrelladas con rasgos similares a las del músculo liso, que emiten múltiples procesos largos al músculo liso intestinal.
Es poco frecuente que el REB por sí solo ocasione una contracción muscular, pero los potenciales en espiga sobrepuestos en las porciones de mayor despolarización de las ondas del REB aumentan la tensión muscular.
Muchos polipéptidos y neurotransmisores influyen en el REB. Por ejemplo, la acetilcolina aumenta el número de espigas y la tensión del músculo liso, mientras que la adrenalina tiene el efecto contrario.
La frecuencia del REB en el estómago, duodeno, parte distal del íleon, ciego y sigmoide es de 4, 12, 8, 9 y 16 ondas/minuto, respectivamente.
- William F., Ganong (2006). «Regulación de la función gastrointestinal». Fisiología médica. El Manual Moderno S.A. pp. 452-453.

- Datos: Q6109164